# Jan van Claerhout
Jan van Claerhout († 1510) was burgemeester van Brugge.

## Levensloop
De adellijke familie van Claerhout stamde in de dertiende eeuw uit de Gentse familie Vilain. Daniel I van Claerhout trouwde in 1365 met Elisabeth van Pittem. Hij en zijn nakomelingen, tot in het begin van de zeventiende eeuw, bleven heer van Pittem. De meesten waren ook poorter van Brugge en vervulden ambten in deze stad.
Jan van Claerhout was een zoon van ridder Adriaan van Claerhout († 1468) en van Madeleine van der Kempinghen. Adriaan, heer van Pittem, nam in 1453 deel aan het Beleg van Gavere.
Ridder Jan van Claerhout, heer van Maldegem, Pittem, Koolskamp en Assebroek, behoorde tot de raadgevers van Maximiliaan van Oostenrijk, van wie hij de kanselier werd. Aangezien vanaf 1492 getrouwen van Maximiliaan in het stadsbestuur werden benoemd, was Claerhout in september 1495 benoemd tot burgemeester van de schepenen van Brugge. In september 1496 werd zijn ambt voor een jaar verlengd, maar op 14 december 1496 werd hij benoemd tot schout van Brugge en het Brugse Vrije en bleef dit tot aan zijn dood in 1510. In het burgemeestersambt werd hij opgevolgd door Jan van Nieuwenhove.
Hij trouwde met Josine Schaeck en ze kregen vijf kinderen. Het echtpaar werd in de kerk van Pittem begraven.
In 1496 werd hij hoofdman van de Sint-Jorisgilde van kruisboogschutters en bleef dit eveneens tot aan zijn dood.

## Bron
- Stadsarchief Brugge, Lijst van Wetsvernieuwingen.